# آولون (ویسکانسین)
آولون (به انگلیسی: Avalon) یک منطقهٔ مسکونی در ایالات متحده آمریکا است که در شهرستان راک، ویسکانسین واقع شده‌است. آولون ۲۹۲٫۰ متر بالاتر از سطح دریا واقع شده‌است.